# Traulia haani
Traulia haani är en insektsart som beskrevs av Willemse, C. 1921. Traulia haani ingår i släktet Traulia och familjen gräshoppor. Inga underarter finns listade i Catalogue of Life.